# Rue des Trois-Maries
La rue des Trois-Maries est une voie publique du 5e arrondissement de la ville de Lyon.

## Situation et description
La rue des Trois-Maries est une voie publique typique du quartier de Saint-Jean, dans le Vieux Lyon. Parallèle au quai Romain-Rolland et à la rue Saint-Jean, orientée du nord au sud, elle débute place de la Baleine et se termine rue du Palais-de-Justice.
Sa voie de circulation est piétonnière et pavée sur toute sa longueur; elle ne comporte pas de carrefour, et n'est rejointe par aucune autre voie.

## Origine du nom
La rue doit son nom à l'enseigne sculptée située au no 7, qui représente les Trois Maries, femmes saintes du Nouveau Testament. Ce nom est attesté en 1680.

## Histoire
Plusieurs autres noms sont attestés pour cette voie : rue du Canivet, rue des Très-monnaie, rue des étuves. Pendant la Révolution, elle prend le nom de rue du Marais.
Au XVe siècle, la rue est mentionnée sous le vocable de Retro-monetam, car l'atelier monétaire était établi dans le palais de Roanne, et que donc la rue était "derrière la monnaie". Elle devient la rue des étuves car des bains chauds y sont établis dans la maison des Aynard de Villeneuve. Elle est ensuite mentionnée sous le nom de rue Ganivet, lorsqu'Antoine Ganivet rachète la principale maison de la rue, celle des étuves. Au XVIe siècle, une enseigne d'hôtellerie représentant trois femmes lui donnent le nom de Trois-Maries.

## Bâtiments remarquables
La rue est riche en curiosités architecturales, parmi lesquelles on compte des édifices classés aux Monuments historiques et plusieurs traboules.
Au n°3 se remarque une porte avec une clef ornée, une imposte et un belvédère.
Au n°4 se remarquent des fenêtres à pilastres et un escalier à vis. 
Le n°5 est un bâtiment typique du XVe siècle, disposant d'une niche à coquille avec une vierge ; il possède un puits dans sa cour et un escalier qui mène au n°25 du Quai Romain-Rolland. 
Le n°6 est l'entrée de la traboule qui mène au n°27 rue Saint-Jean. 
Le n°7 porte la niche des Trois Maries, des fenêtres avec des anges qui tiennent un écusson et un escalier dans une tour.
Le n°8 dispose de fenêtres du XVIIe siècle.
Les n°9 et 11 ont un escalier à vis.
Au n°17, la cour intérieure possède une galerie à arcs.
Au n°19, la cour a un escalier avec des balcons.
Au n°21 se remarquent des arcs a la forme d'anses de panier et une imposte.

## Galerie

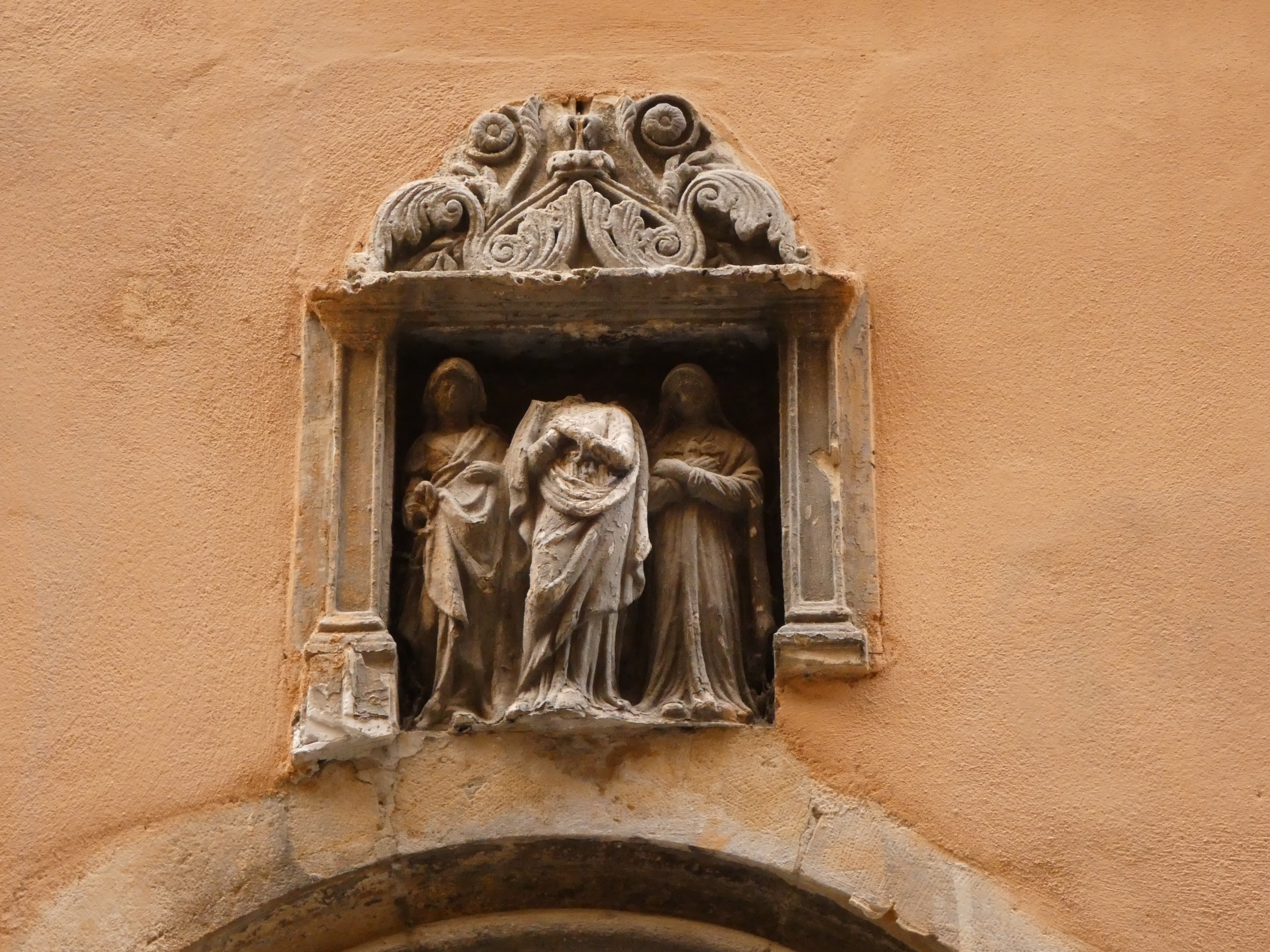
La statue des trois maries au n°7.
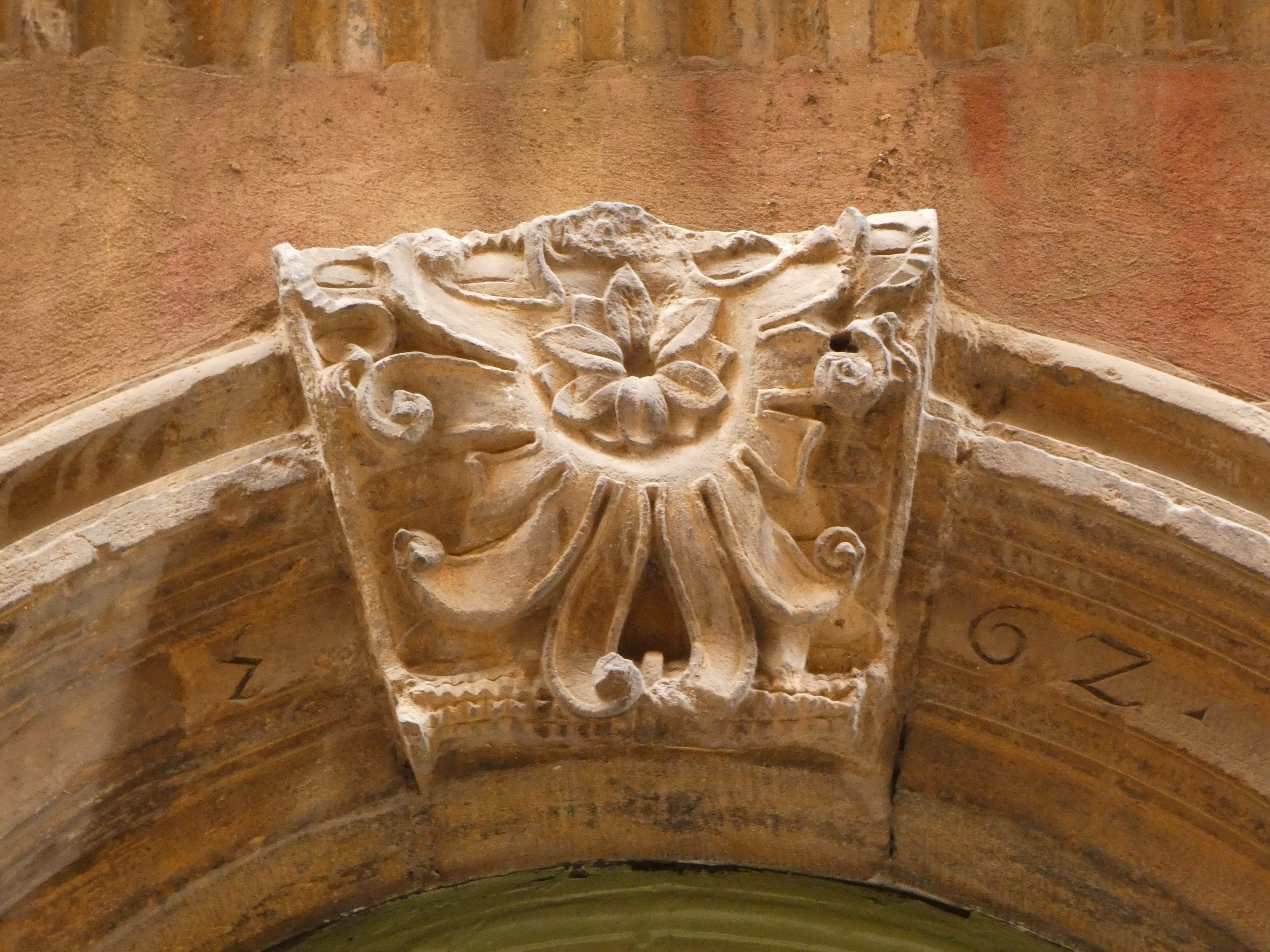
La clef ornée du n°3.
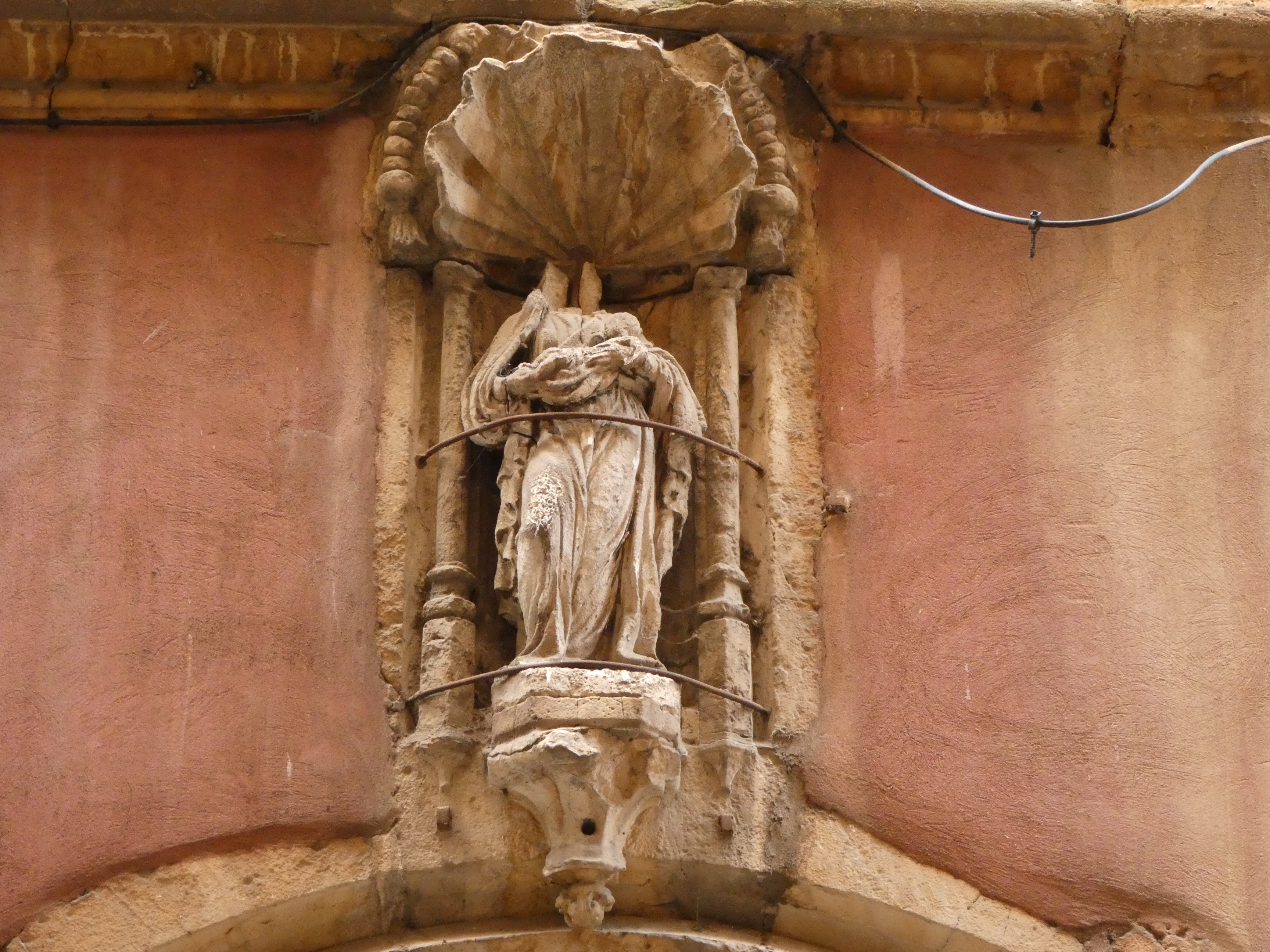
La statue de la Vierge du n°5.
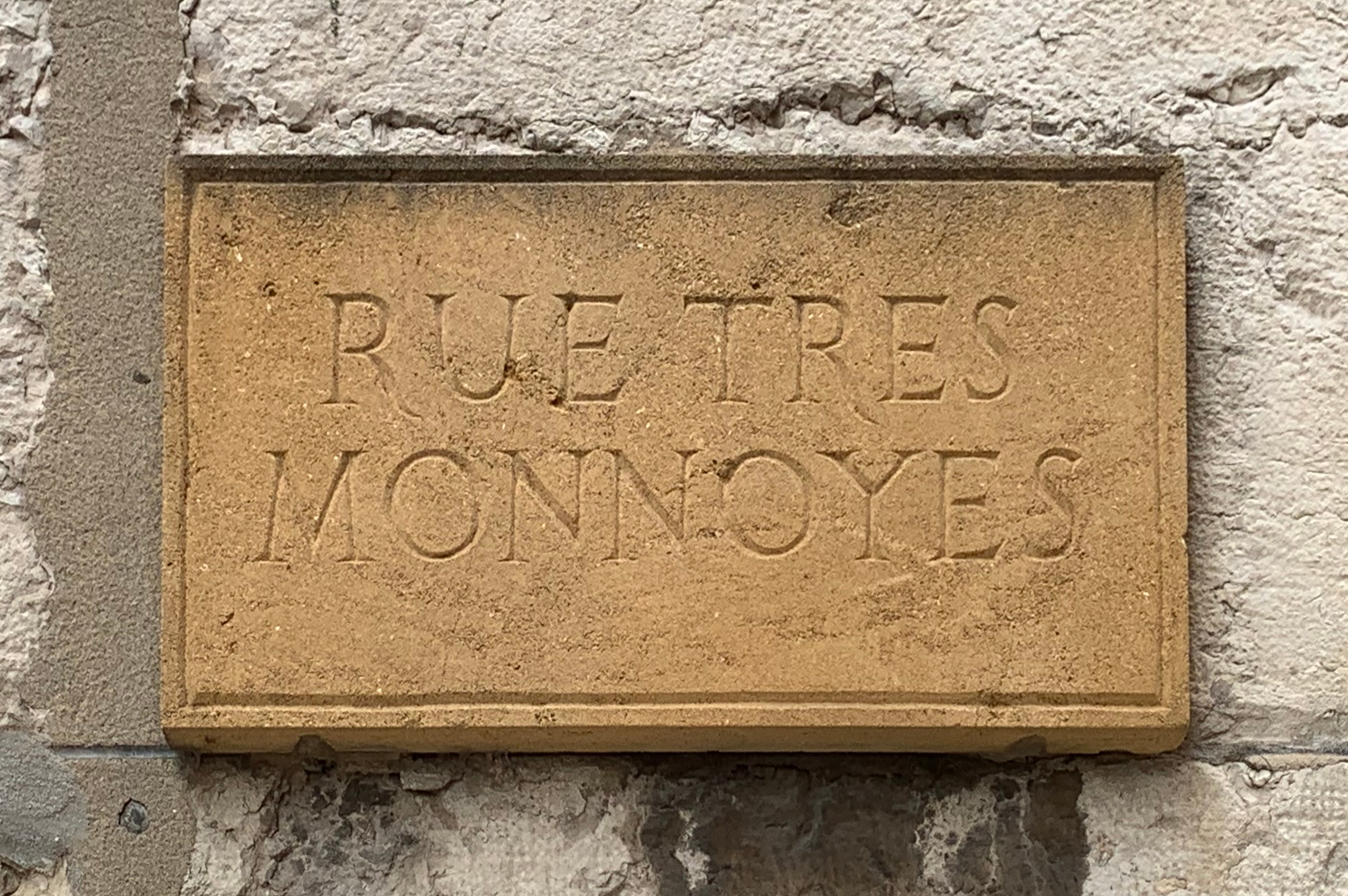
Plaque des trois monnoyes.
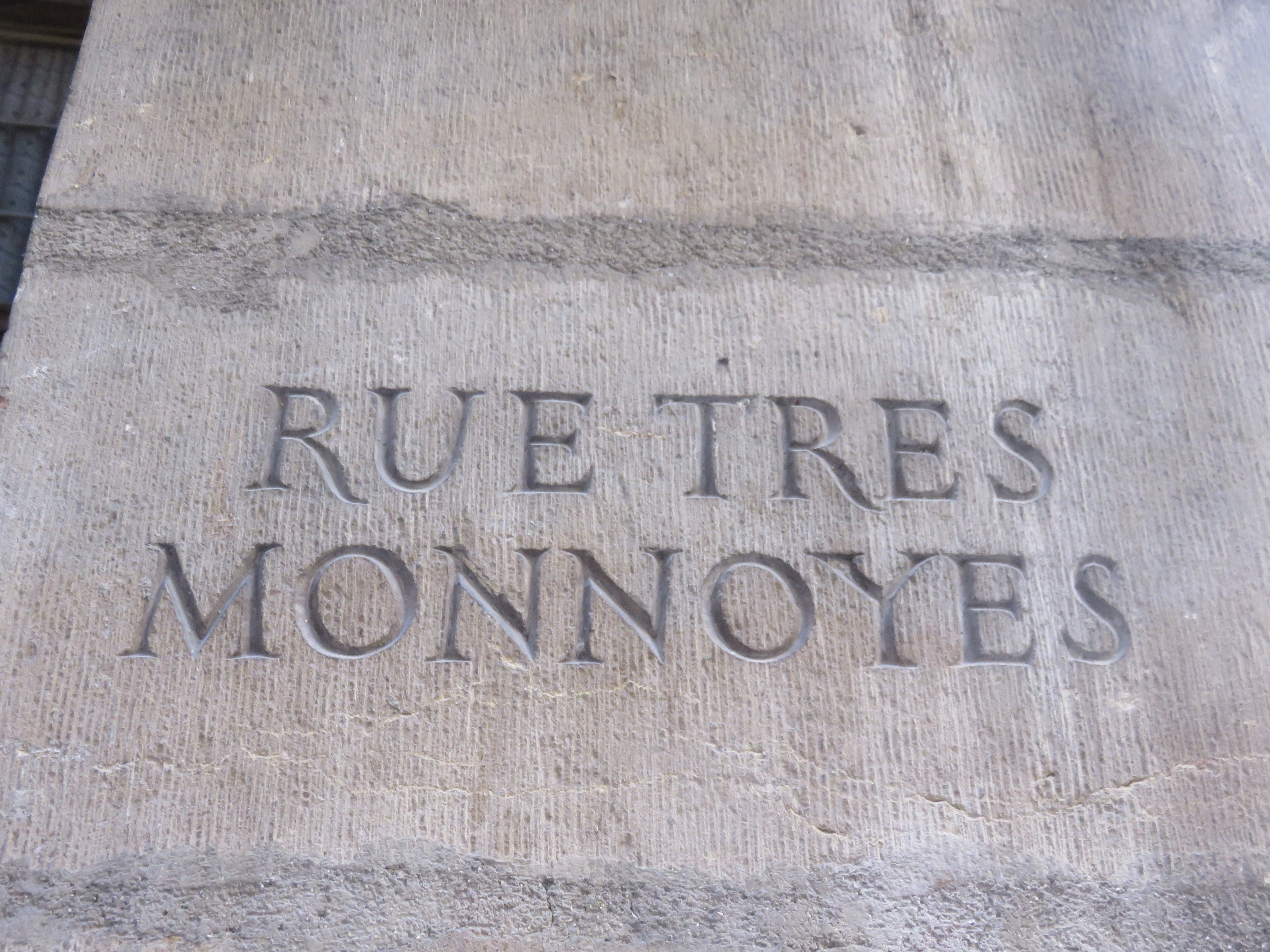
Autre plaque indiquant Tres monnoyes.
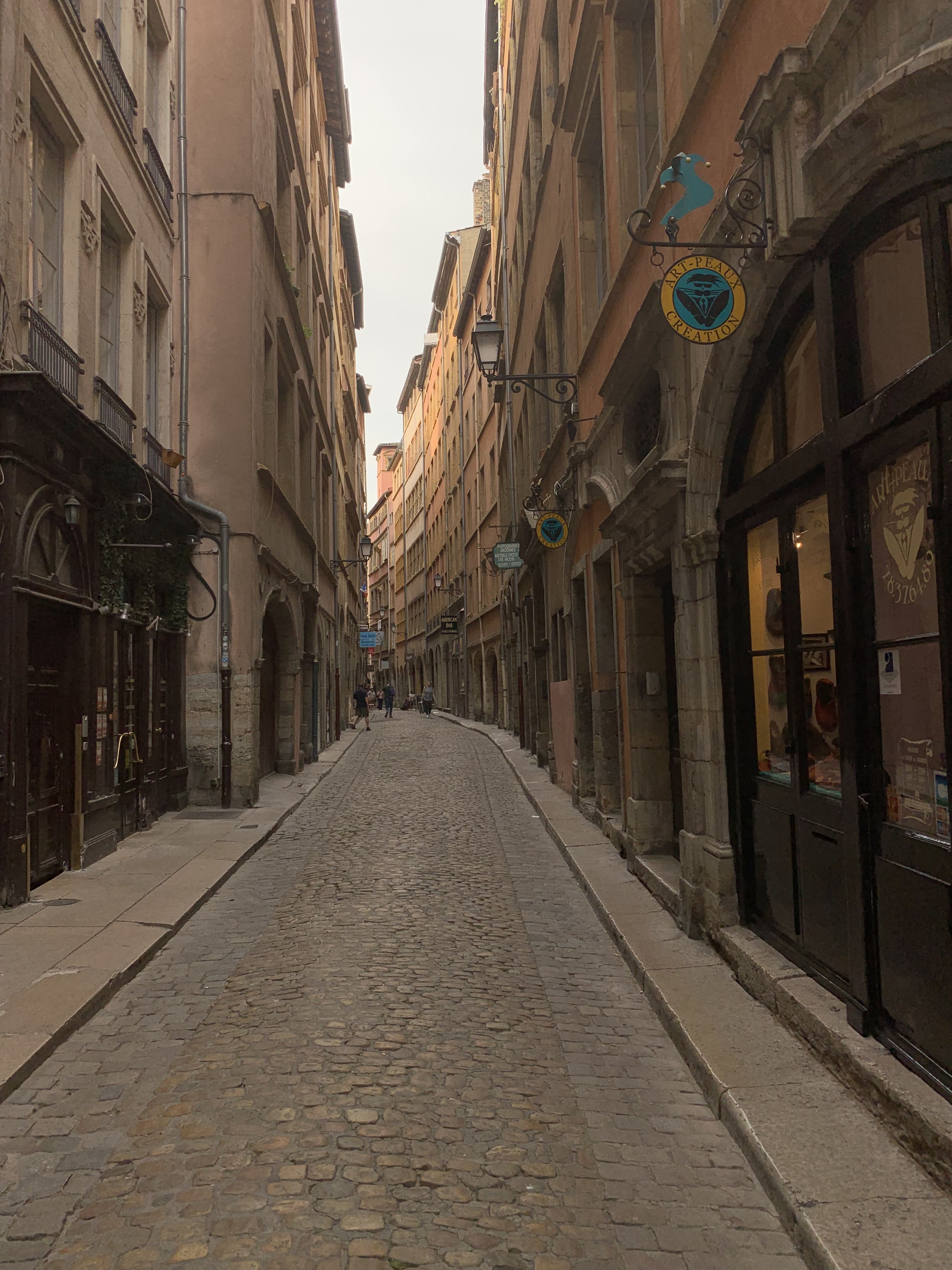
La rue des Trois-Maries.